# Gołkowice (Silésie)
Pour les articles homonymes, voir Gołkowice.
Gołkowice est une localité polonaise de la gmina de Godów, située dans le powiat de Wodzisław en voïvodie de Silésie.

## Histoire
De 1818 à 1922, Golkowitz fait partie de l'arrondissement de Rybnik dans le district d'Oppeln au sein la province de Silésie